# Alexis Korner
Alexis Korner (19. travanj, 1928. – 1. siječanj, 1984.), rođen je kao Alexis Andrew Nicholas Koerner, bio je pionir blues glazbe i promicatelj tog glazbenog izraza, tako da ga mnogi navode kao oca britanskog bluesa.  Njegov utjecaj bio je presudan na na generaciju tada mladih britanskih glazbenika iz šesdesetih.
.

## Životopis
Alexis Korner je rođen u Parizu od oca Austrijanca i majke Grkinje, djetinstvo je proveo u Francuskoj, Švicarskoj, i Južnoj Africi.  Njegova obitelj se skrasila u Londonu 1940. na početku Drugog svjetskog rata.  Slušanje ploče - Jimmy Yanceya u toku njemačkog zračnog napada na London, - definitivno ga je zaljubilo u blues.
Nakon rata, 1949. počeo je svirati piano i gitaru u Jazz orkestru Chris Barbera. U ovom ansamblu susreo je Cyrila Daviesa blues harmonikaša (usna harmonika). Ubrzo su oformili duet i stali nastupati zajedno u klubu koji su osnovali 1955. - London Blues and Barrelhouse Club. Uskoro su izdali prvu ploču ( 1957.), važniji je ipak bio njihov promotorski rad, tijekom tog razdoblja doveli su mnoge dotad potpuno anonimne američke blues glazbenike i približili tu vrst glazbe Londonskoj i britanskoj publici.

## Šezdesete
1961., Korner i njegov partner Davies osnovali su sastav Blues Incorporated, ispočetka sastav promjenjive strukture od glazbenika ljubitelja električnog bluesa i R&B glazbe.  Kroz ovaj sastav prošla je plejada britanskih glazbenika( kasnije vrlo slavnih) poput;  Charlie Wattsa, Jack Brucea, Gingera Bakera, Long John Baldrya, Graham Bonda, Danny Thompsona i Dick Heckstall-Smitha.  
Blues Incorporated bili su kultni britanski sastav, koji je bio uzor mnogim mladim glazbenicima poput; Micka Jaggera, Keith Richardsa, Briana Jonesa, Roda Stewarta, Johna Mayalla, Jimmyja Pagea i čitavim grupama poput Animalsa. Svima je bila čast i radost nastupati na nekom sessionu sa slavnim Alexisom Kornerom.
Sastav  - Blues Incorporated, počeo se osipati 1963. kad ga je napustio Cyril Davies.
1966. grupa je prestala postojati, Korner se okrenuo medijskim nastupima (TV, radio), i povremeno koncentrirao u različitim postavama na gostovanjima po Europi, ali i kao gost mnogim zvijezdama kod snimanja njihovih hitova. 
Sedamdesetih godina Korner osniva sastav C.C.S., ( akronim od The Collective Consciousness Society), koji je izbacio par hitova ( između ostalog i njihovu verziju hita Led Zeppelina - Whole Lotta Love). Nakon toga osnovao je sastav - Snape, koji baš i nije više bio tako uspješan. 
Nakon toga njegova karijera počela je blijediti, ali je do kraja svog života nastupao na razno raznim session nastupima, s vrlo različitim glazbenicima. 
- Umro je od raka pluća ( bio je pasionirani pušač) 1984. u svojoj 55 godini.

## Diskografija (LP ploče)
- Ken Colyer's Skiffle Group: Back to the Delta (Decca, 1954)
- Alexis Korner's Breakdown Group Featuring Cyril Davis (1957)
- Alexis Korner Skiffle Group: Blues from the Roundhouse Vol. 1 ( 1957) - EP
- Alexis Korner's Blues Incorporated: Blues from the Roundhouse Vol. 2 (1958) - EP
- R&B from the Marquee (Decca, 1962)
- Alexis Korner's Blues Incorporated (Decca, 1963)
- At the Cavern (Oriole, 1964)
- Red Hot From Alex (Transatlantic, 1964)
- Sky High (Spot, 1966)
- I Wonder Who (Fontana, 1967)
- A New Generation of Blues (Liberty, 1968)
- Both Sides (Metronome, 1970) - izdano samo u Njemačkoj
- Alexis Korner (Rak, 1971)
- Bootleg Him (Rak, 1972)
- Accidentally Born in New Orleans (Transatlantic, 1972)
- Live On Tour in Germany (Brain, 1973) - izdano samo u Njemačkoj
- Alexis Korner (Polydor, 1974) - izdano samo u Njemačkoj
- Get Off Of My Cloud (CBS, 1975)
- Live in Paris (1976)
- Just Easy (1978)
- The Party Album (1979)
- Me (1980)
- Juvenile Delinquent (1984)
- Testament (1985)

## Vanjske poveznice
- Životopis na portalu Allmusic
- Stranice Alexisa Kornera na Radio Rewind